# Księżno (powiat braniewski)
Księżno – wieś w Polsce, położona w województwie warmińsko-mazurskim, w powiecie braniewskim, w gminie Wilczęta.
| SIMC    | Nazwa       | Rodzaj    |
| ------- | ----------- | --------- |
| 1044436 | Księża Wola | część wsi |

W latach 1975–1998 wieś należała administracyjnie do województwa elbląskiego.